# Taedia evonymi
Taedia evonymi är en insektsart som först beskrevs av Knight 1930.  Taedia evonymi ingår i släktet Taedia och familjen ängsskinnbaggar. Inga underarter finns listade i Catalogue of Life.